# Knihovna K. H. Máchy v Litoměřicích
Příspěvková organizace Knihovna Karla Hynka Máchy v Litoměřicích je veřejná knihovna s univerzálním knihovním fondem, pověřená výkonem regionálních funkcí. Jejím zřizovatelem je město Litoměřice. Instituce poskytuje knihovnické a informační služby veřejnosti. Jako pověřená knihovna také obsluhuje celkem 84 dalších knihoven (z toho 7 profesionálních a 1 vedenou jako pobočku) regionu Litoměřicko. Za svou činnost získala knihovna ocenění Knihovna roku 2016 v kategorii města nad 20 000 obyvatel.

## Historie
První zmínky o Knihovně K. H. Máchy v Litoměřicích pocházejí již z šedesátých let 19. století, kdy po pádu Bachova absolutismu vznikl čtenářský spolek. K oficiálnímu založení došlo roku 1946, v té době byla knihovna umístěna ve 2. patře budovy staré radnice, knihovní fond tvořily zejména zkonfiskované knihy. V roce 1949 se knihovna přestěhovala na Mírové náměstí 26, kde sídlí dodnes.  V letech 1981 až 1983 prošla budova knihovny rozsáhlou rekonstrukcí. Od května 1982 zajišťoval knihovnické služby ve vzdálenějších místech Litoměřického okresu bibliobus - pojízdná knihovna. Jednalo se o vyřazený autobus, knihovně věnovaný okresní správou silnic Teplice, byl pojmenován „Barča“. Kvůli nedostatku financí byla tato služba roku 1997 zrušena.
V roce 2003 se zřizovatelem knihovny stalo město Litoměřice a oficiální název instituce je „Příspěvková organizace Knihovna Karla Hynka Máchy v Litoměřicích“. Od stejného roku je knihovna pověřena výkonem regionálních funkcí. Roku 2009 knihovna získala finanční dar od ČEZ, který byl použit na rekonstrukci dětského oddělení. V letech 2015 až 2017 knihovna prošla další rozsáhlejší rekonstrukcí.
V květnu 2018 knihovna přešla na otevřený výpůjční systém Koha.

## Současnost
V roce 2020 měla knihovna 3 324 čtenářů, z tohoto počtu bylo 888 dětí. Ve stejném roce bylo evidováno 33 026 návštěv knihovny a čtenáři si vypůjčili celkem 93 928 dokumentů. Velikost knihovního fondu činila 69 150 knihovních jednotek. Pro zájemce knihovna uspořádala 128 vzdělávacích a 40 kulturních akcí a 9 workshopů.

## Oddělení knihovny
Knihovna K. H. Máchy v Litoměřicích disponuje následujícími odděleními:
- Oddělení registrace
- Oddělení beletrie
- Naučné oddělení
- Dětské oddělení[9]

## Služby
Knihovna K. H. Máchy v Litoměřicích nabízí knihovnické a informační služby: 
- půjčování knih, časopisů, periodik, e-knih a čteček, CD a DVD, deskových her
- PC, veřejný internet pro registrované i neregistrované čtenáře
- kopírovací a tiskové služby, skenování, kroužková vazba
- vypracování rešerše
- meziknihovní výpůjční služba
- samoobslužné výpůjční zařízení (self-check)
- donášková služba pro znevýhodněné čtenáře

### Vzdělávání a kultura
- knihovnicko-bibliografické lekce, besedy
- aktivity pro čtenáře s cílem rozvíjet čtenářskou gramotnost
- Noc s Andersenem, S knížkou do života, Noc literatury
- autorská čtení, workshopy, výstavy